# فارو سندرز
فارو سندرز (به انگلیسی: Pharoah Sanders) (متولد ۱۹۴۰) نوازنده آمریکایی ساکسفون در سبک جز می‌باشد. او که با اسم فارل متولد شده بود در زمان همکاریش با سان را از طرف او ملقب به فارو (فرعون) شد. او از سال ۱۹۶۵ شروع به همکاری با جان کولترین کرد. همکاری که موجب تأثیرات متقابل بین دو ساکسوفون‌نواز شد. از دیگر کارهای گروهی او می‌توان به آلبوم ارتباط اثر کارلا بلی اشاره کرد که یکی از تحسین‌شده‌ترین تکنوازی‌های تنور در تاریخ جز را دربردارد. در دههٔ ۷۰ او به عنوان رهبر گروه به ضبط موسیقی پرداخت و آهنگ معروف خداوند برنامه‌ای دارد محصول همین دوران است. در دهه ۸۰ و ۹۰ او به تجربه در انواع موسیقی جز پرداخت و حتی کارهایی در رده موسیقی تلفیقی (با موسیقی محلی مراکش) انجام داد.
در دنیای فری جز او مسلماً یکی از تواناترین نوازنده‌های جز است. ارنت کولمن در جایی او را بهترین نوازنده جز در جهان نامیده‌است∗.